# Haiximites del Hijaz
Els haiximites del Hijaz foren la dinastia que va governar el Hijaz, primer com a xerifs haiximites de la Meca, i des del 1808 com a emirs del Hijaz. Els xerifs haiximites de la Meca són tractats a l'article d'aquest nom, i el present és pels emirs o reis haiximites del Hijaz.
La dinastia haiximita del Hijaz arranca amb el xerif Muhammad ibn Abd al-Muin ibn Awn (Muhammad IX) origen del clan dels Awn o Dhawu Awn. El seu net al-Husayn ibn Ali fou empresonat pels otomans el 1894 amb els seus fills Alí, Abd Allah i Faysal i portat a Istanbul. Un quart germà, Zayd, va néixer durant el captiveri a la capital otomana (1898). El 1908 Husayn va aconseguir ser nomenat emir i xerif de la Meca pels otomans. Aviat va actuar com a sobirà de l'Hijaz enfrontant als idríssides del Iemen al sud (regió d'Asir) i als saudites del Najd. Durant un temps fou lleial als otomans; al pujar al poder els Joves Turcs, no els va fer costat però tampoc oposició oberta; quan el 1914 els Joves Turcs van intentar aplicar a l'Hijaz mesures centralitzadores, es va iniciar l'enfrontament. En esclatar la I Guerra Mundial va demanar a la Porta el reconeixement que l'Hijaz seria per sempre un emirat hereditari autònom, però al mateix temps negociava amb els britànics d'Egipte; el govern otomà no va atendre les peticions de l'emir i va esdevenir amenaçant la primavera del 1916; així un principi d'acord amb els britànics concretat en un intercanvi de cartes entre Husayn i Sir Henry Mac Mahon, tot i no ser satisfactori, fou considerat preferent. Al final del 1916 Husayn aixecava la bandera de la revolta àrab i llençava (novembre) la proclama del malik al-bilad al-arabiyya (rei de la terra dels àrabs). Els documents oficials anomenaven al sobirà emir haiximita però els aliats el van anomenar sempre "rei del Hedjaz".
El seu fill Faisal va tenir part activa en la guerra; al final era el comandant de l'exèrcit àrab del Nord i com a tal dirigia les forces aliades a Síria i Transjordània; fou també el representant de l'Hijaz a la Conferència de pau; enfront de les pretensions dels aliats a Síria, va donar suport als notables sirians i palestins que van formar el Congrés General de Síria el 1919 el qual va refusar el sistema de mandat, i va oferir la corona del país a Faisal (març de 1920) que la va acceptar i es va disposar a resistir als francesos; aquests el van derrotar en la batalla de Maysalun (25 de juliol de 1920) i va haver de fugir; més tard fou nomenat rei de l'Iraq (1922).
Husayn de l'Hijaz va intentar obtenmir dels britànics el seu nomenament com rei de tota l'Aràbia però els britànics van restar aliats estratègics dels saudites. El 1924 Husayn va agafar el títol de califa i va provocar la invasió saudita. Husayn va fugir (octubre de 1924) abdicant en el seu fill Ali i refugiant-se a Xipre (on va morir el 4 de juny de 1931). El desembre de 1925 els saudites ja dominaven tot l'Hijaz i Ali va sortir del país cap a l'Iraq i va viure a Bagdad fins a la seva mort el 13 de febrer de 1935.

## Genealogia dels Dhawu Awn
La seva genealogia és com segueix:
- Muhammad ibn Abd al-Muin ibn Awn (Muhammad IX) 1828-1852 i 1856-1858
  - Abd Allah V Kamil Pasha 1858-1877
    - Ali VI 1905-1908

  - al-Husayn I 1877-1880
  - Abd al-Ilah II 1881-1882
  - Awn al-Rafik 1882-1905
  - Ali
    - al-Husayn II ibn Ali 1908-1924 (emir i rei de l'Hijaz, califa)
      - Ali VII ibn Husayn 1924-1925 (rei de l'Hijaz) (+1935)
        - Abd al-Ilah ibn Ali (hereu, + 1958)

      - Abd Allah ibn Husayn, rei de Transjordània 1922-1951 (de Jordània des de 1946)
        - Talal ibn Abd Allah, rei de Jordània 1951-1952
          - al-Husayn ibn Talal, rei de Jordània 1952-1999 (conegut com a Hussein de Jordània)
            - Abd Allah II ibn Husayn, rei de Jordània 1999-

        - Naif, regent de Jordània 1951

      - Faysal I o Faisal I, rei de Síria 1920, rei de l'Iraq 1922-1933
        - Ghazi I, rei de l'Iraq 1933-1939
          - Faisal II, rei de l'Iraq 1939-1958

      - Zayd (nascut 1898)